# AtB
AtB AS (wcześniej „Trøndelag kollektivtrafikk AS”) – spółka administrująca transportem zbiorowym w norweskim regionie Sør-Trøndelag.
Pierwsze autobusy jeżdżące dla AtB zaczęły kursować 23 sierpnia 2010 roku, kiedy AtB przejęło odpowiedzialność za transport zbiorowy w rejonie Sør-Trøndelag.